# 老槽河
老槽河，又称老潮河，位于中华人民共和国黑龙江省漠河县境内，是额木尔河左岸支流，发源于漠河县南部大兴安岭伊勒呼里山北坡面包上西麓，蜿蜒向北流，经图强林业局潮满、潮河和壮林林场，于漠河县城西林吉镇以东汇入额木尔河。河流全长114千米，流域面积1627平方千米，河面宽30～51米，平均水深约1～1.5米，平均比降3.47‰，河道弯曲系数2.71，河道天然落差395米，年均径流量3.03亿立方米。老槽河旧时是放木排的主要通道。